# Gwandong
Gwandong es una región coincidiendo con la antigua provincia de Gangwon en Corea. Hoy en día, el término se refiere a la provincia de Gangwon, de Corea del Sur, y la provincia de Kangwon, de Corea del Norte. El nombre se utiliza a menudo para referirse a personas que residen en la región. 
El término significa literalmente «Este de Daegwallyeong», un puerto de montaña en las Montes Taebaek de la península de Corea.